# Impératrice Farah
'Impératrice Farah' est un cultivar de rosier hybride de thé obtenu en 1986 par le rosiériste français Delbard et introduit au commerce en France en 1992 sous ce nom. Il est baptisé du nom de l'impératrice Farah Diba, veuve du dernier chah d'Iran qui régna de 1959 à 1980. Il a reçu de nombreuses distinctions.

## Description
Ce buisson au port élancé et compact peut s'élever à 150 cm, voire à 200 cm, de hauteur pour 120 cm d'envergure. Ses fleurs turbinées sont grandes, doubles (17-25 pétales) d'une couleur blanc pur ourlées de rouge carmin. La floraison se déroule de fin mai à fin octobre.
Cette rose remarquable est idéale pour les fleurs à couper et elle est très durable en vase. Elle illumine aussi les plates-bandes et les fonds de massifs. C'est grâce au soleil qu'elle prend ses teintes les plus chatoyantes,.
Sa zone de rusticité est de 6b à 9b, soit des températures hivernales de l'ordre de -20°.

## Distinctions
- Médaille d'or de Rome en 1992